# Anathallo
Anathallo war eine US-amerikanische Independent-Band aus Mount Pleasant, im US-Bundesstaat Michigan. Die im Jahr 2000 gegründete Gruppe umfasste sieben Mitglieder. Ihre Musik, die zwischen experimentellem Folk und Indie-Rock angesiedelt werden könnte, war von einer Vielzahl unterschiedlicher, teils auch sehr unkonventioneller Instrumente geprägt und wurde mit der von Broken Social Scene oder Sufjan Stevens verglichen.
Nachdem die Band mehrere EPs veröffentlicht hatte, erschien ihr erstes Album Floating World Anfang Juni 2006, gefolgt von Canopy Glow im November 2008.

## Diskografie
- Luminous Luminescence in the Atlas Position (2001)
- Sparrows (LP, 2002)
- A Holiday at the Sea (EP, 2003)
- Hymns (EP, 2004)
- Floating World (Album, Juni 2006)
- Canopy Glow (Album, November 2008)